# Adrien Bosc
Adrien Bosc (Avignon, 20 januari 1986) is een Franse uitgever en schrijver. In 2014 ontving hij de Grand Prix du roman de l'Académie française voor zijn boek Constellation (Morgenvroeg in New York).

## Levensloop
Bosc volgde voortgezet onderwijs aan het lycée Frédéric-Mistral in Avignon. Na een voorbereidend jaar aan het Lycée Condordet in Parijs begon hij met de masteropleidingen literatuur en uitgeverij.
Hij liep stage bij uitgeverij Éditions Allia in Parijs en werd daarna benoemd tot commercieel directeur van L'Avant-scène, een uitgeverij die zich richt op uitgaven over het theater.
In 2011 richtte Adrien Bosc uitgeverij Les Éditions du Bas-Sol op. In 2011 verscheen het eerste nummer van het kwartaaltijdschrift Feuilleton, gespecialiseerd in verhalende journalistiek en in 2013 volgde Desports, een kwartaaltijdschrift over sport en literatuur.
Les Éditions du Bas-Sol werd in 2014 onderdeel van de Franse uitgeverij Éditions du Seuil. In januari 2016 werd Adrien Bosc benoemd tot adjunct-directeur uitgeven van Du Seuil.

## Auteurschap
Constellation, de eerste roman van Adrien Bosc, is geïnspireerd op de vliegtuigramp van 27 oktober 1949 met een Lockheed Constellation van Air France, op weg van Parijs naar New York. Bij het uitvoeren van een tussenlanding op de Azoren crashte het vliegtuig. De 11 bemanningsleden en alle 37 passagiers kwamen om het leven. Onder de passagiers bevonden zich onder meer de Franse bokser Marcel Cerdan die op weg was naar zijn minnares Édith Piaf en de violiste Ginette Neveu en haar broer Jean.
Bosc beschrijft de achtergrond van de passagiers. Hij zoekt uit én bedenkt waarom zij juist deze vlucht hebben geboekt. Die vlucht heeft ze samen gebracht tot aan het noodlottige einde. Het is een roman gebaseerd op werkelijke gebeurtenissen. In het boek lopen feit en fictie in elkaar over.
In 2018 verscheen zijn tweede roman: Capitaine. 
Op 24 maart 1941 verlaat het schip van kapitein Paul-Lemerle de haven van Marseille. Aan boord bevinden Spaanse republikeinen, Joden, statelozen, schrijvers en kunstenaars, enkele bekende geleerden en zakenmensen. Wat hen bijeenbrengt is de wil om de oorlog in Europa achter zich te laten. Adrien Bosc schrijft over de reis en het leven aan boord, maar vooral over het leven van de verschillende reizigers, hun onderlinge contacten en hun ambities, frustraties en gedragingen.

## Romans
- 2014 Constellation. Nederlandse vertaling: Morgenvroeg in New York. Vertaald door Carlijn Brouwer. Uitgeverij Cossee, Amsterdam, 2016. ISBN 9789059366480
- 2018 Capitaine. (Niet in Nederlandse vertaling verschenen)
- 2022 Colonne